# Convento de San Antonio (Baeza)
El convento de San Antonio es una fundación religiosa sita en la ciudad de Baeza perteneciente a la Orden de las Hermanas Pobres de Santa Clara. Está puesta bajo la advocación de San Antonio de Padua y se encuentra en el límite norte del antiguo ejido de la ciudad. 

## Historia
Existen dos dataciones para la fundación de este convento. La más antigua se retrotrae al siglo XIV, atribuyéndola a la comunidad franciscana del convento de San León, ubicado entonces junto a la barbacana de la ciudad amurallada. Por otro lado, la datación más moderna pospone la fundación hasta comienzos del siglo XV por franciscanos claustrales, quienes en 1493 tuvieron que abandonarlo debido a la reforma llevada a cabo por el Cardenal Cisneros. Pasó entonces el convento, por decisión del obispo Luis Osorio de Acuña, a ser ocupado por la comunidad de religiosas del convento de Santa Clara, ubicado intramuros de la ciudad.
Consta que este convento albergaba un lienzo con una pintura de la Virgen del Tránsito que las religiosas solían procesionar en su claustro para conjurar epidemias, sequías o tempestades que asolaran a la ciudad. También, que la comunidad gozaba del privilegio de no pagar el diezmo por sus propiedades; y que por bula de Paulo III la capilla del convento gozaba de indulgencia plenaria para todos los que la visitaran desde las primeras vísperas de Santa Clara hasta el día de la celebración litúrgica de la santa.
Es el único convento de los que existieron al norte del ejido (La Trinidad de los Trinitarios Calzados, La Victoria de la Orden de los Mínimos y el Colegio de San Ignacio de la Compañía de Jesús) que sobrevivió a las medidas desamortizadoras y a las exclaustraciones de la década de 1830-40, y posteriormente a la de 1868.

## Capilla

### Exterior
En su fachada sólo destaca la portada, de sencilla composición. El medio punto de su puerta forma una archivolta que descansa en una imposta de primitiva decoración. En los laterales, dos columnas superpuestas con cuatro capiteles también primitivos; en el segundo cuerpo dos pilastras acanaladas con capiteles semejantes a los anteriores. En el centro, una hornacina aconchada con la imagen del santo titular, obra del maestro cantero Blas Serrano (1977). La factura de la portada podemos datarla en el primer tercio del siglo XVI […] Posee dos espadañas, la segunda hecha en 1778 para mayor facilidad de la clausura. Destaca el exterior de la cabecera con contrafuertes y vanos de medio punto, rematado por espadaña […] La portada del convento tiene arco de medio punto con dovelas radiales y ménsula en la clave, enjutas lisas y cornisa con pináculos.

### Interior
El interior de su iglesia ha sido muy alterado; de su estructura gótica sólo queda el arco toral con sus pilares de decoración vegetal y de cabezas; la techumbre policromada de su única nave se conservó hasta 1953 en que desapareció de forma subrepticia, con motivo de las obras de restauración efectuadas. Dicha techumbre estaba oculta por la actual falsa bóveda con lunetos, pinjantes y arcos fajones carpaneles. El artesonado del coro bajo fue trasladado al ayuntamiento durante la guerra civil española.
El espacio del altar mayor tiene forma de ábside y carece de retablo; a cambio, en el muro de la cabecera se muestran sobre peanas las imágenes de San Antonio con el Niño (en el centro), San Francisco y Santa Clara (en sus flancos). Centrada en la parte superior de este muro, una valiosa talla del Crucificado, quizás del siglo XVII. No obstante, consta que en 1884 aún tenía retablo:

El retablo de la capilla mayor, de que es patrono el apellido Mexía Pacheco, se construyó en el año de 1678 y en él se guardan como reliquias, un fragmento del Lignum Crucis, unos cabellos de la Santa Virgen, un hueso de San Antonio de Padua y otro de San Laureano.

Próximas al Altar mayor se abren dos grandes hornacinas, con vano de medio punto, coronadas por los escudos de la familia Yanguas, de Linares. En una de las jambas de las hornacinas se aprecian restos de un fresco la imagen de un santo.

## Claustro
Claustro tardogótico de doble arcada, con arcos rebajados sobre pilares cuadrados. El primer piso, con antepecho liso, se separa del segundo mediante una estrecha cornisa; por su parte, el segundo piso se remata con una moldura simulando un cordón franciscano y con gárgolas en las esquinas. En el centro destaca una fuente, de pilar mixtilíneo y copa central, y en uno de los laterales, un pozo con brocal de piedra.

## Personalidades relacionadas[5]
- Según tradición, mientras el convento perteneció a los religiosos claustrales, San Diego de Alcalá vivió en él como hermano lego y cocinero.
- Parece que la reina Isabel I de Castilla se hospedó en su clausura durante algunos días al regreso de la conquista del Reino de Granada, y que a petición de la comunidad dejó en donación una imagen del Niño Jesús.
- Fueron religiosas en este convento: Isabel Dávalos (hermana del cardenal Gaspar Ávalos de la Cueva) fundadora y abadesa del Convento de la Encarnación de Granada, y María Teresa de la Asunción Martínez y Galindo fundadora de la congregación de la Presentación de la Virgen María.

## Vida cofrade
En la capilla de este convento residen dos hermandades de Semana Santa:
- La cofradía de la Stma. Virgen de la Cabeza y Niño Jesús cuya titular mariana recibe culto en una capilla del lado de la epístola.
- La cofradía del Stmo. Cristo de la Buena Muerte cuyo titular preside un altar en el lado del evangelio.

## Galería

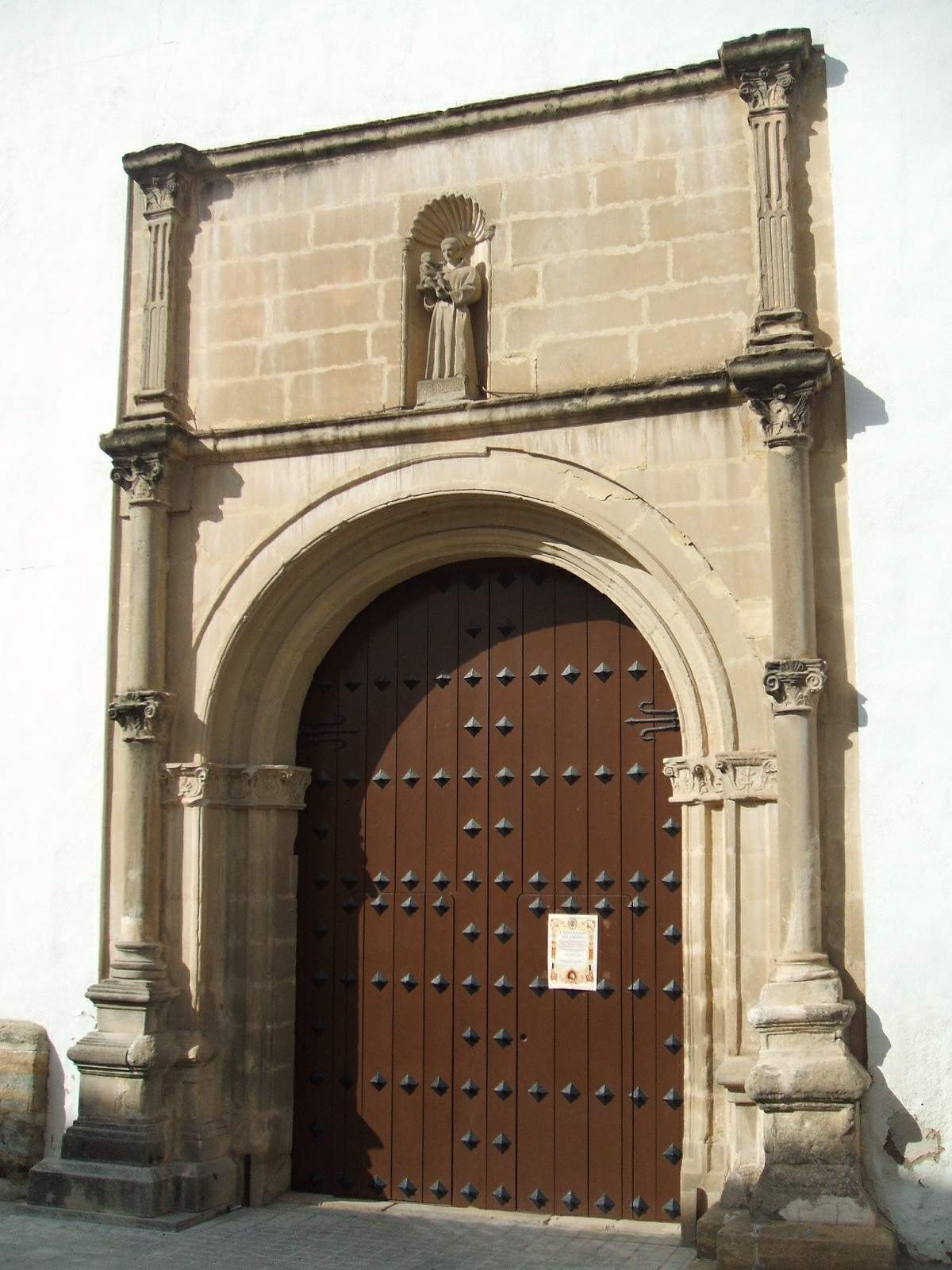
Portada de la capilla
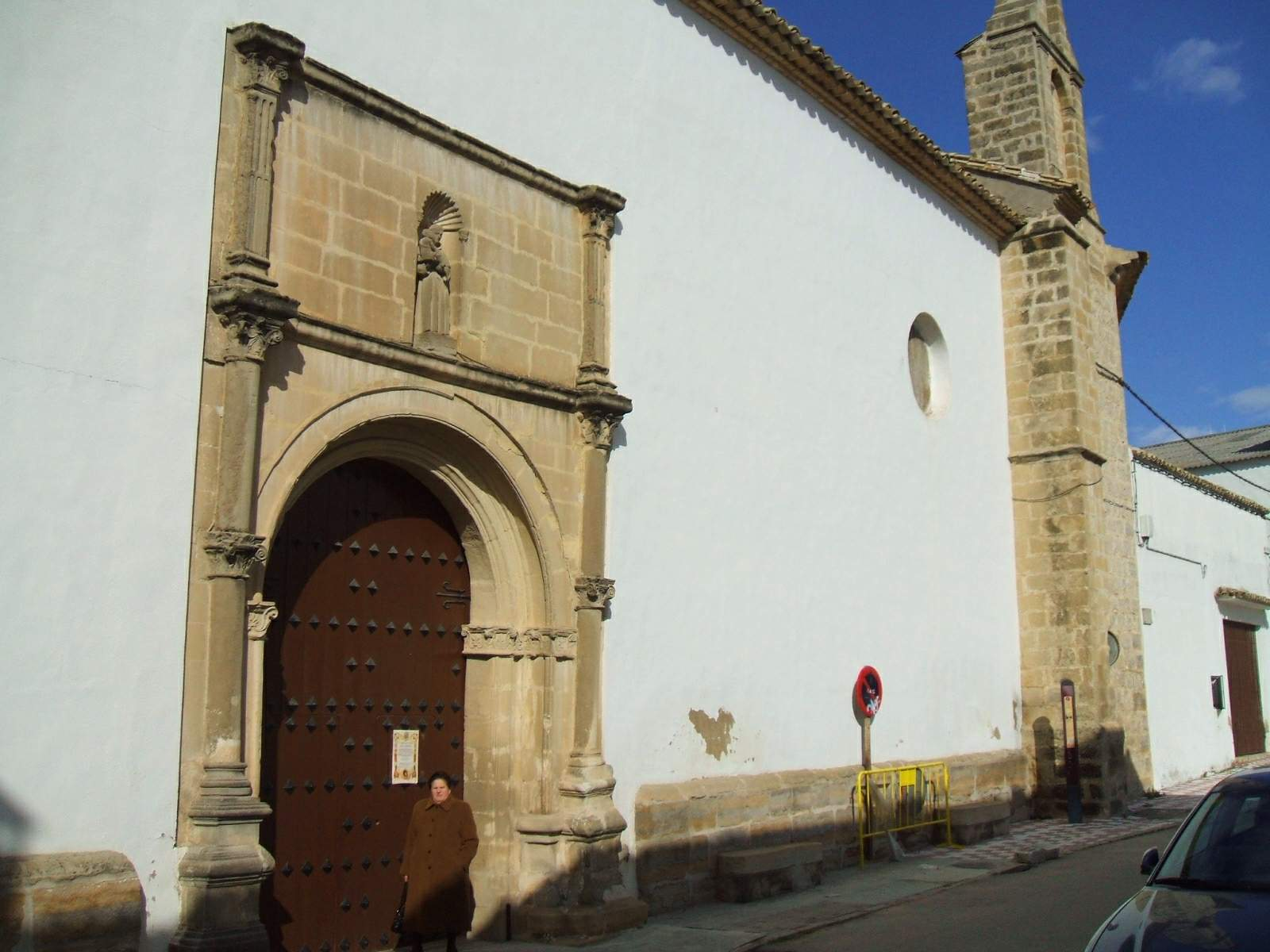
Fachada exterior de la capilla
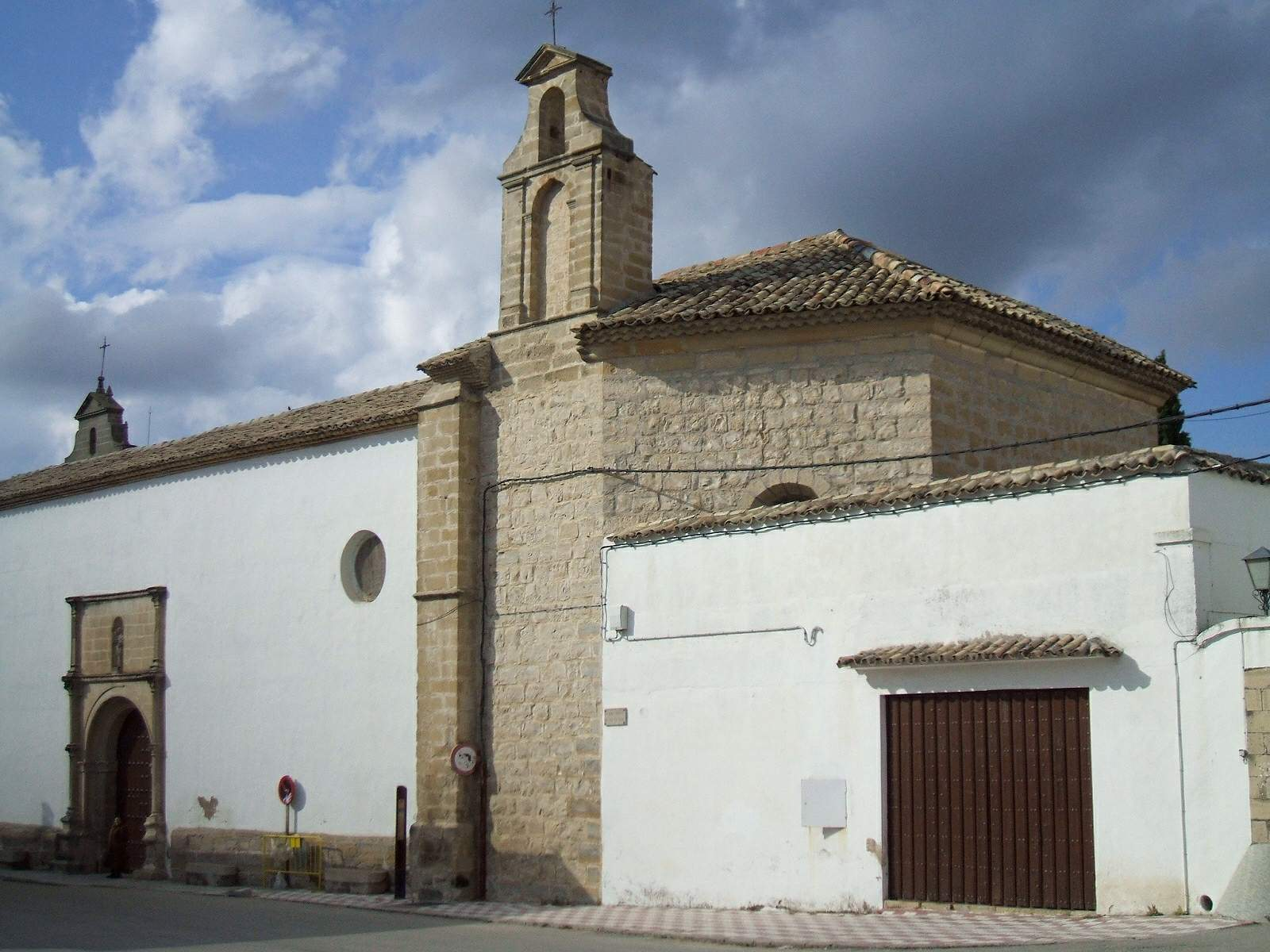
Vista exterior del ábside de la capilla
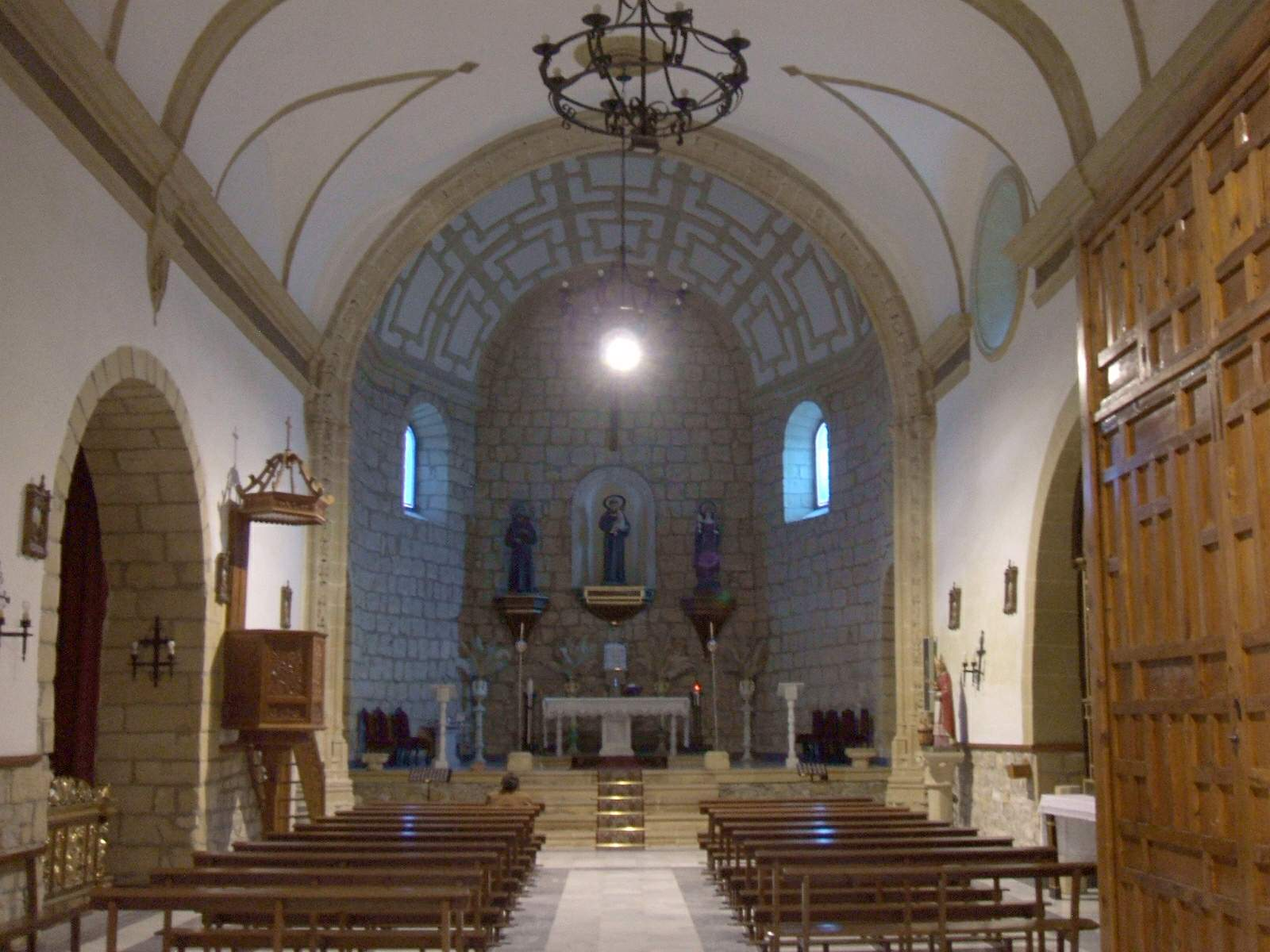
Interior de la capilla
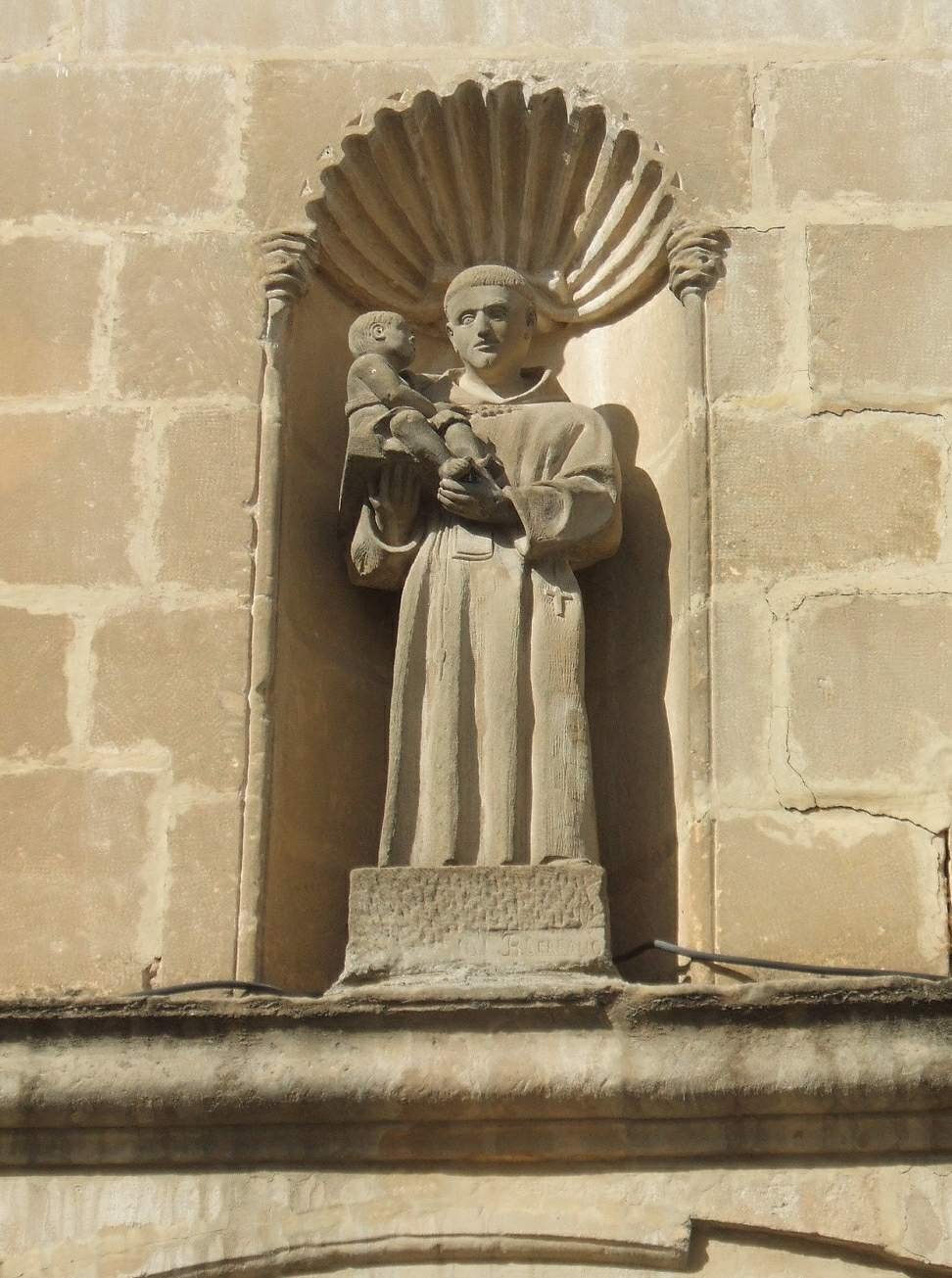